# Verduras crucíferas

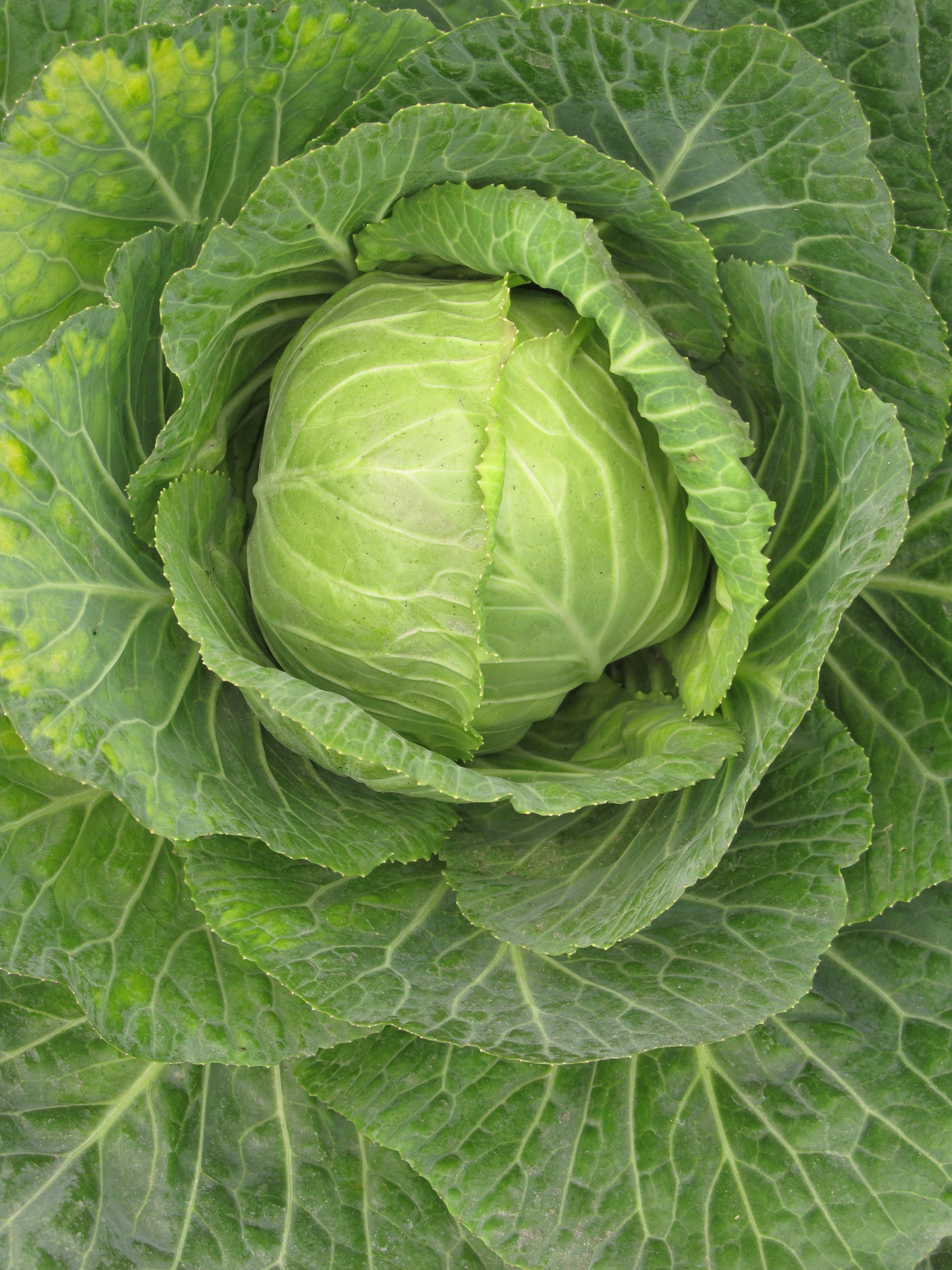
La col o repollo

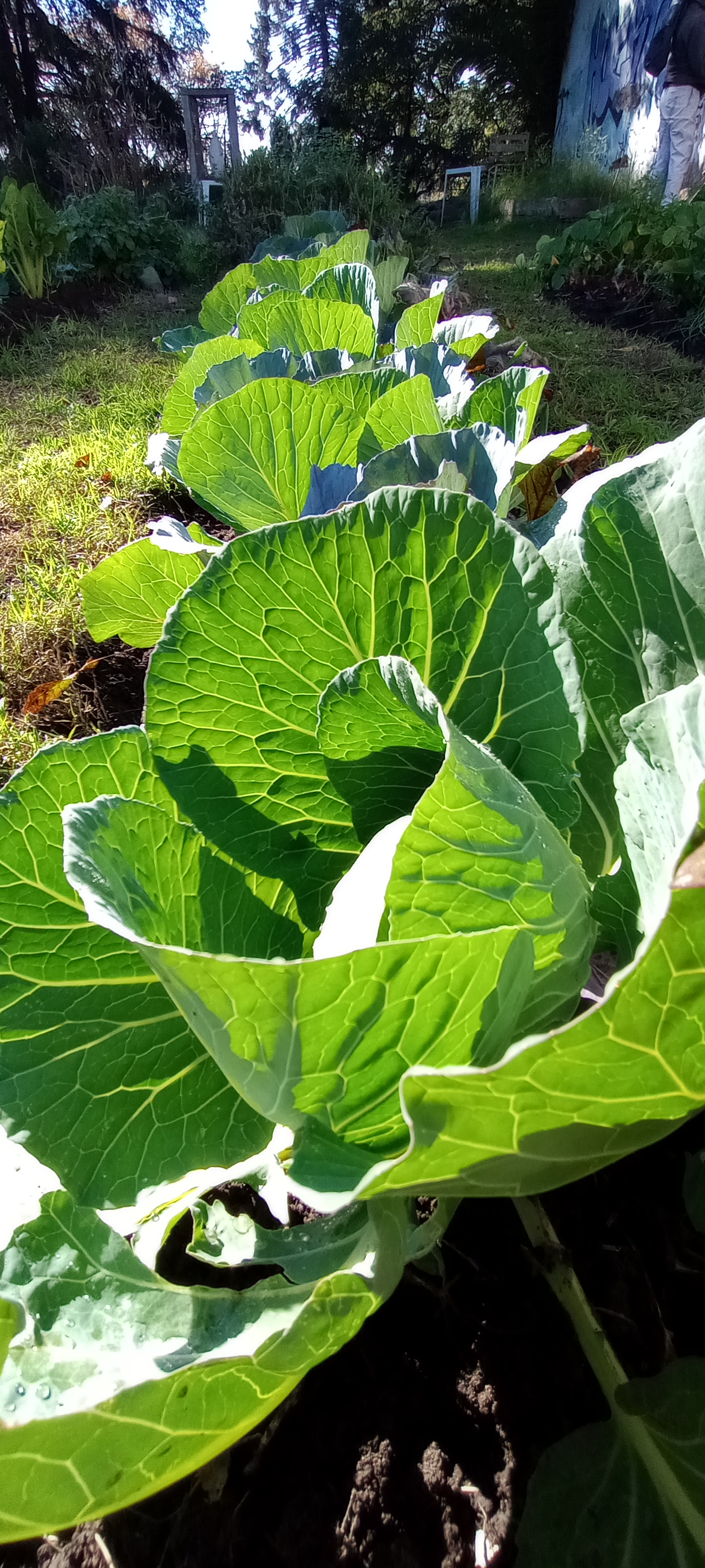
Foto de cultivo de repollos, en una huerta comunitaria agroecológica urbana. Buenos Aires, junio 2025.

Las verduras crucíferas son aquellas que pertenecen a la familia botánica de las brasicáceas (Brassicaceae), entre las cuales se incluyen todos los tipos de coles o repollos (la col común, la china, la de Bruselas, la coliflor, el romanesco, el brócoli, el brócoli chino, el colinabo, el kale o col rizada, el nabo, etc.), todos los tipos de rábanos (el común, el picante, el amarillo, el daikon, etc.), y también el ajopuerro y la maca. Es uno de los tres grandes grupos de verduras de la alimentación humana (junto con las verduras de hoja y las hortalizas), los cuales son la base de una dieta sana y se deben consumir en iguales proporciones.

## Denominación
El término «crucífero» es una adaptación del latín científico cruciferae que significa ‘portador de cruz’, proviene de las flores de mostaza que tiene cuatro pétalos opuestos. La denominación se usa principalmente en el ámbito de la nutrición y de la salud alimentaria para referirse a este grupo de alimentos vegetales emparentados entre sí que comparten ciertas características y beneficios para la salud humana.

## Propiedades
Las verduras crucíferas aportan sulforafano (cardioprotector, antiinflamatorio y anticancerígeno gracias a que elimina células cancerosas por apoptosis) e indol-3-carbinol, que según una variedad de estudios, previenen el riesgo de cáncer, especialmente de colon y de mama. A nivel nutricional, un error común es cocinar estas verduras hasta estar completamente blandas, ya que esto destruye los compuestos de sulforafano.